# Chitrakoot (huyện)
Huyện Chitrakoot là một huyện thuộc bang Uttar Pradesh, Ấn Độ. Thủ phủ huyện Chitrakoot đóng ở Chitrakootdham. Huyện Chitrakoot có diện tích 3202 ki lô mét vuông. Đến thời điểm năm 2001, huyện Chitrakoot có dân số 800592 người.